# Ecoregione terrestre
Un'ecoregione terrestre è un'area dove la composizione delle specie coesistenti è relativamente omogenea, e chiaramente distinguibile dalle altre aree adiacenti. Ecologicamente, si tratta di unità fortemente coese, sufficientemente grandi per ospitare al loro interno i processi ecologici o la storia della vita della maggioranza delle specie che ci abitano.
In questo contesto, il termine terrestre si utilizza per significare "della superficie emersa", suoli e rocce, e non nel senso più generale "della terra" come sinonimo di pianeta. Pertanto, da questa categoria rimangono esclusi gli oceani e i corpi di acqua dolce, per le quali sono state create categorie proprie. Gli specialisti dividono la superficie terrestre del pianeta in 14 zone ecologiche principali, che contengono 867 ecoregioni terrestri, anche se il numero totale varia secondo le interpretazioni dei diversi autori.
Le 14 zone ecologiche terrestri (o ecozone) seguono i limiti principali della flora e della fauna identificati da botanici e zoologi. Questi limiti generalmente seguono le frontiere continentali, ovvero le barriere principali nella distribuzione di piante e animali. I limiti delle ecoregioni spesso non sono così decisivi o non sono perfettamente riconosciuti, quindi sono oggetto di frequenti discussioni scientifiche.
Le ecoregioni si classificano secondo il tipo di bioma, costituiti dalle principali comunità vegetali mondiali, determinate dalle precipitazioni e dalla temperatura.
Le ecoregioni terrestri sono state delimitate all'associazione The Nature Conservancy (TNC) e dal Fondo Mondiale per la Natura (WWF) per dare un supporto sistematico alle attività di conservazione degli ecosistemi terrestri. Sono definite come "una unità grande di terra che contiene un insieme geograficamente distinto di specie, comunità naturali e condizioni ambientali". I limiti di una ecoregione terrestre non sono fissi né nitidi, dato che queste coprono aree nelle quali importanti processi ecologici e evolutivi interagiscono più fortemente. Questi limiti si approssimano all'estensione originale delle comunità naturali, prima della loro distruzione e riconversione da parte dell'uomo.

## Storia e caratteristiche
La biodiversità non si distribuisce uniformemente in tutta la Terra, segue schemi complessi determinati dal clima, dalla topografía e dalla storia evolutiva del pianeta. A partire dal secolo XIX si tenta di classificare gli ecosistemi presenti in tutto il mondo e sono numerosi gli scienziati che hanno proposto distinti sistemi.
Il sistema di ecoregioni mondiale vigente nel 2013 ha la sua origine nello schema delle 142 ecoregioni terrestri che furono catalogate dal WWF come prioritarie per la loro conservazione ed inserite nella lista nota come Global 200.
Posteriormente, TNC, WWF e altri gruppi di specialisti hanno raffinato e ampliato quello schema per offrire un sistema che copra la totalità della superficie emersa del pianeta, creando il sistema di ecoregioni terrestri del mondo.
Lo schema utilizzato per designare e classificare le ecoregioni terrestri è analogo a quello utilizzato per definire gli altri tipi di ecoregioni. Per il suo sviluppo richiese profonde analisi di tutta il biota terrestre globale. 
Su scala mondiale, la struttura sviluppata si compone di un sistema gerarchico, che include tutte le ecoregioni terrestri, che si raggruppano in province terrestri, che a loro volta si agglutinano in regni terrestri.
Tutte le unità spaziali furono definite su basi biogeografiche ampiamente confrontabili. L'informazione esaminata comprendeva habitat, caratteristiche geomorfologiche predominanti, suoli, temperatura, precipitazione, fauna, flora, formazioni vegetali dominanti, etc. Grazie a questi dati si riuscì a identificare le aree e i loro confini. In molti casi, questi approcci divergenti furono compatibili, dato lo stretto legame tra la diversità biologica e i fattori abiotici subgiacenti.
Si tenne in conto specialmente: la ricchezza totale di specie, il numero di endemismi, la singolarità tassonomica (per esempio, generi o famiglie unici, taxa relitti, linee primitive, etc.), Fenomeni ecologici o evolutivi inusuali (per esempio, fauna di vertebrati di grande dimensione o che realizzano migrazioni, straordinarie radiazioni adattative), rarità globale del tipo di habitat principale, etc.

## Categorie
La definizione delle categorie impiegate è la seguente.
Regni
È il livello superiore di unità spaziali. Si basa nel concetto di regni terrestri descritto da Udvardy nell'anno 1975: aree di dimensione continentale o subcontinentale con tratti unificanti della loro geografia, fauna, flora, e vegetazione.
Province
La categoria inferiore ai regni è la di provincia. Le province sono grandi aree definite dalla presenza di biota distinti che hanno almeno una certa coesione lungo il percorso evolutivo.
Le province hanno un certo livello di endemismo, principalmente a livello delle specie. Anche se un certo ruolo è giocato dall'isolamento storico, molti di questi biota sono sorti come risultato dei tratti distintivi abiotici che circoscrivono i loro limiti.
Ecoregioni
Le ecoregioni sono le unità di scala minore nel sistema di ecoregioni terrestri del mondo. Sono definite in questo modo:
Sono aree dove la composizione delle specie è relativamente omogenea, e chiaramente distinta delle ecoregioni adiacenti. La composizione delle specie è generalmente determinata dal predominio di un piccolo numero di ecosistemi e / o un insieme distintivo di caratteristiche topografiche. Gli agenti biogeografici dominanti che forzano la definizione delle ecoregioni in modo tale da distinguersi da un luogo a altro, ma possono includere considerazioni su isolamento, regimi di temperatura, regimi di piovosità, suoli, etc. Il fatto di presentare livelli importanti di endemismo è una chiave determinante nell'identificazione di una ecoregione terrestre.

## Grandi gruppi ecologici
Biogeograficamente, le ecoregioni terrestri si raggruppano in 8 grandi regioni ecologiche del pianeta o ecozone: 
- (AA) Ecozona australasiana
- (AN) Ecozona antartica
- (IM) Ecozona indomalese
- (PA) Ecozona paleartica
- (NA) Ecozona neartica
- (NT) Ecozona neotropicale
- (AT) Ecozona afrotropicale
- (OC) Ecozona oceaniana

Ecologicamente, le ecoregioni terrestri si raggruppano in 14 grandi gruppi o tipi di habitat principali. Questi riflettono la grande diversità di organismi adattati alla vita nell'ambiente terrestre. Questi ambienti variano dalle foreste fredde iper-umide fino ai deserti più torridi e secchi, dalle foreste pluviali equatoriali fino alle tundre polari. Inoltre, si includono tutte le comunità terrestri alle più svariate altitudini, coprendo topograficamente dalle mangrovie sulle coste del mare fino alle praterie alpine dell'Himalaya.
- 01: Foreste pluviali di latifoglie tropicali e subtropicali (Tropical and subtropical moist broadleaf forests[7])
- 02: Foreste aride di latifoglie tropicali e subtropicali (Tropical and subtropical dry broadleaf forests[8])
- 03: Foreste di conifere tropicali e subtropicali (Tropical and subtropical coniferous forests)
- 04: Foreste di latifoglie e foreste miste temperate (Temperate broadleaf and mixed forests)
- 05: Foreste di conifere temperate (Temperate Coniferous Forest)
- 06: Foreste boreali/Taiga (Boreal forests/Taiga)
- 07: Praterie, savane e macchie tropicali e subtropicali (Tropical and subtropical grasslands, savannas and shrublands)
- 08: Praterie, savane e macchie temperate (Temperate grasslands, savannas and shrublands)
- 09: Praterie e savane inondabili (Flooded grasslands and savannas)
- 10: Praterie e boscaglie montane (Montane grasslands and shrublands[9])
- 11: Tundra (Tundra[10])
- 12: Foreste, boschi e macchia mediterranea (Mediterranean Forests, woodlands and scrubs[11])
- 13: Deserti e macchia xerofila (Deserts and xeric shrublands[12])
- 14: Mangrovie (Mangroves[13])

### Codifica delle ecoregioni
Sulla base delle definizioni di cui sopra ciascuna ecoregione terrestre ha un suo codice identificativo univoco. Questo codice ha il formato "XXnnyy", dove XX è il codice dell'ecozona, nn è un numero da 01 a 14 che identifica il tipo di habitat principale, o bioma, e yy è un numero identificativo progressivo.
Ad esempio il codice  AT1404 identifica una ecoregione della ecozona afrotropicale (AT) appartenente al bioma delle Mangrovie (14). Il "04" finale è il progressivo che corrisponde alla specifica occorrenza di questo habitat sita nel Madagascar.